# Hilda Moltedo de Espínola
Hilda Victoria Moltedo Scarone (Montevideo, Uruguay, 6 de marzo de 1915 - Montevideo, Uruguay, 19 de abril de 2001) más conocida como Hilda Moltedo de Espínola, fue una magistrada uruguaya, que se desempeñó como ministra del Tribunal de lo Contencioso Administrativo de su país entre 1979 y 1984, habiendo sido la primera mujer en integrar dicho órgano en toda su historia.

## Primeros años
Nació en Montevideo el 6 de marzo de 1915,hija de Juan Moltedo Oliva y de Manuela Scarone Cairo.
Cursó estudios en la Facultad de Derecho de la Universidad de la República, donde obtuvo el título de abogada en 1944.

## Jueza de Paz en la capital
En junio de 1945 ingresó a la carrera judicial al ser designada Jueza de Paz de la 21° sección judicial de Montevideo.
En junio de 1948 fue trasladada al Juzgado de Paz de la 18° sección de la misma ciudady en junio de 1954 al de la tercera sección, donde permaneció durante muchos años.

## Jueza Letrada en la capital
En la década del 70 fue ascendida a desempeñarse como Jueza Letrada del Trabajo en Montevideo, y posteriormente como Jueza Letrada en lo Civil de 14° Turno en 1977.

## Tribunal de Apelaciones
En septiembre de 1977 recibió un nuevo ascenso al ser nombrada ministra del Tribunal de Apelaciones en lo Civil de Segundo Turno.Integró dicho tribunal por espacio de un año y medio.

## Tribunal de lo Contencioso Administrativo
El 27 de marzo de 1979 fue elegida en forma unánime por el Consejo de la Nación, a propuesta del Poder Ejecutivo, como miembro del Tribunal de lo Contencioso Administrativo, para cubrir la vacante generada por el cese de Ramiro López Rivas que había pasado a la Corte de Justicia el año anterior.Fue la primera mujer en ocupar un cargo de ministra en el TCA desde su creación en 1952.
Mediante el dictado del Decreto Constitucional-Acto Institucional número 8, el 1 de julio de 1977, en el marco de la dictadura cívico militar instaurada en 1973, se habían modificado las normas constitucionales referentes a dicho tribunal, dejando de funcionar en forma independiente de los poderes del Estado y pasando a depender administrativamente del Poder Ejecutivo bajo la denominación de Justicia Administrativa.
El 10 de noviembre de 1981 se dictó el Decreto Constitucional-Acto Institucional número 12, que derogó el número 8 y restableció la autonomía del TCA como organismo respecto del Ministerio de Justicia.
Moltedo ocupó la Presidencia del Tribunal de lo Contencioso Administrativo durante el año 1982. Ese mismo año, coincidentemente la Suprema Corte de Justicia también fue presidida por primera vez por una mujer, Sara Fons de Genta.
Se retiró del Tribunal a mediados de 1984. La vacante que generó su cese fue cubierta en septiembre del mismo año por el Consejo de la Nación con la designación de José Julio Folle.

## Vida personal. Fallecimiento
Contrajo matrimonio en 1948 con Julio César Espínola,quien fuera también magistrado y luego ministro de Trabajo y Seguridad Social en 1968 y de Justicia en 1981. El matrimonio tuvo dos hijos, Rosario Victoria y Julio César Alejandro Espínola Moltedo. 
Viuda desde el año 2000, Hilda Moltedo falleció en Montevideo el 19 de abril de 2001,a los 86 años de edad. 